# Наили, Мохтар
Мохтар Наили (араб. مختار النايلي‎; род. 3 сентября 1953, Тунис) — тунисский футболист, вратарь.

## Карьера

### Клубная карьера
Во взрослом футболе дебютировал в 1969 году в клубе «Клуб Африкен», за который выступал на протяжении всей своей игровой карьеры, продолжавшейся 14 лет. Вместе с клубом он четырежды становился чемпионом Туниса и обладателем Кубка Туниса, а в 1979 году смог завоевать Суперкубок Туниса.
Завершил карьеру футболиста в 1983 году.

### Карьера в сборной
В 1978 году дебютировал в официальных матчах в составе национальной сборной Туниса. В том же году принимал участие на чемпионате мира в Аргентине, где вышел на поле во всех трёх матчах своей команды против сборный ФРГ, Польши и Мексики.
Всего в составе сборной принял участие в 21 матче.

## Достижения
«Клуб Африкен»
- Чемпион Туниса: 1972/73, 1973/74, 1978/79, 1979/80
- Обладатель Кубка Туниса: 1970/71, 1971/72, 1972/73, 1975/76
- Обладатель Суперкубка Туниса: 1979